# Орден Полярной звезды (Монголия)
Орден Полярной звезды (монг. Алтан гадас одон?, ᠠᠯᠲᠠᠨ ᠭᠠᠳᠠᠰᠤ ᠣᠳᠤᠨ?) — награда Монгольской Народной Республики. Орден учреждён в 1936 году.
С 1992 года стала одной из высоких наград Монголии, вытеснив, и переместив на четвёртое место по важности Орден Сухэ-Батора.

## Из «Положения об орденах и медалях МНР»
Положение утверждено Постановлением Президиума Малого Хурала и Совета Министров МНР за № 26-27 от 16 мая 1941 года:

V. Орден «Полярная звезда» Монгольской Народной Республики
15. Орденом «Полярная звезда» МНР награждаются солдаты, офицеры, политработники МНРА, военнослужащие погранвойск МВД, араты, рабочие, служащие и прочие граждане, добившиеся замечательных успехов в деле укрепления военной мощи МНРА, усиления обороноспособности страны, развития народного хозяйства, культуры и здравоохранения.

## Описание

### I тип (1936—1940)
Знак выполнен методом чеканки.
Высота знака 54 мм, ширина 45 мм.
Знак изготовлен из белого металла, общий вес (без гайки): 32,8 г.
Аверс знака — овальный щит, покрытый серо-голубой с серебристым отливом эмалью.
По внешнему краю знака расположен расширяющийся книзу золотой бордюр в виде рельефных лучей. В центре наложена пятиконечная звезда красной эмали. Из-под нижних лучей звезды к краю знака выступают позолоченные двугранные заострённые лучики солнца, в верхней части из-за звезды — древки знамён красной эмали. На звезду наложен герб «Соёмбо». На каждом знамени изображены по два слога (старого монгольского алфавита, покрытые белой эмалью (и ещё одна буква находится на центральном луче в нижнем углу). Эти буквы являются сокращением слов: Бүгд, Найрамдах, Монгол, Ард, Улс, что в переводе означает «Монгольская Народная Республика».
Реверс знака гладкий, слегка вогнутый. В центре знака припаян нарезной штифт с гайкой для прикрепления знака к одежде. Ниже штифта расположено клеймо в виде вбитых перевёрнутых букв «ТА».

### II тип (1940)
Знак ордена изготовлен из серебра, аверс позолочен.
Размеры знака ордена: расстояние между противоположными концами звезды 53 мм.
Вес знака ордена (без гайки) 41,9 г.
Аверс знака — шестиконечная звёзд, поверхность которой выполнена в виде расходящихся плоских заострённых лучей разной длины.
В центре знака круглый, покрытый голубой эмалью щит. На щит наложен выпуклый, покрытый белой эмалью элемент монгольского орнамента «ульзий-хээ», обозначающий «счастье, добро, благополучие».
Поверх орнамента находится рельефный герб МНР типа 1940 года, покрытый красной, зелёной, голубой и жёлтой эмалью.
Реверс знака слегка выгнут, со следами контррельефа. В центре припаян нарезной штифт с гайкой для прикрепления ордена к одежде и есть следы от трёх клёпок, с помощью которых крепятся герб и орнамент к звезде.
В верхней части вбита надпись в две строки: Монетный двор. В нижней части вырезан номер.

### III тип (1940—1941)
Знак ордена изготовлен из серебра, аверс позолочен.
Размеры знака ордена: расстояние между противоположными концами звезды 53 мм.
Вес знака ордена (без гайки) 41,9 г.
Аверс знака — шестиконечная звезда, поверхность которой выполнена в виде расходящихся плоских заострённых лучей разной длины.
В центре знака круглый, покрытый голубой эмалью щит. На щит наложен выпуклый, покрытый белой эмалью элемент монгольского орнамента «улзий хээ», обозначающей «счастье, добро, благополучие».
Поверх орнамента находится рельефный герб МНР типа 1941 года, покрытый красной, зелёной, голубой и жёлтой эмалью.
Реверс знака слегка выгнут, со следами контррельефа. В центре припаян нарезной штифт с гайкой для прикрепления ордена к одежде и есть следы от трёх клёпок, с помощью которых крепятся герб и орнамент к звезде.
В верхней части вбита надпись в две строки: Монетный двор. В нижней части вырезан номер.

### IV тип (1970 — 2000)
Знак ордена изготовлен из серебра, аверс позолочен.
Размеры знака ордена: расстояние между противоположными концами звезды 53 мм.
Вес знака ордена 41,9 г.
Аверс знака — шестиконечная звезда, поверхность которой выполнена в виде расходящихся плоских заострённых лучей разной длины.
В центре знака круглый, покрытый голубой эмалью щит. На щит наложен выпуклый, покрытый белой эмалью элемент монгольского орнамента «улзий хээ», обозначающей «счастье, добро, благополучие».
Поверх орнамента находится рельефный герб МНР типа 1970 года, покрытый красной, голубой, зелёной и жёлтой эмалью.
Реверс знака слегка выгнут, со следами контррельефа. В центре расположена специальная булавка для крепления ордена к одежде и есть следы от трёх клёпок, с помощью которых крепятся герб и орнамент к звезде.
В верхней части вбита надпись в две строки: Монетный двор. В нижней части вырезан номер.

### V тип (2000 — н/в)
Полностью аналогичен IV типу, за исключением того, что выполнен из латуни. Производится в КНР. Номерная граница — от 31000. 

### Планка ордена
Для повседневного ношения орден имел символ в виде орденской планки.
До 1961 года планка ордена была прямоугольной металлической, покрытой цветной эмалью. С 1961 года эмалированные планки были заменены на планки, обтянутыми муаровой лентой орденских цветов.
| Планка до 1961 года | Планка с 1961 года |
|                     |                    |